# Benetice (Světlá nad Sázavou)
Benetice je naselje pri mestu Světlá nad Sázavou na Češkem.